# ماك إلفيس
ماك إلفيس (بالإنجليزية: Mac Elvis)‏ هو مغني أوغندي، ولد في 1987 في أوغندا، وتوفي في 2013.